# Xã Pemiscot, Quận Pemiscot, Missouri
Xã Pemiscot (tiếng Anh: Pemiscot Township) là một xã thuộc quận Pemiscot, tiểu bang Missouri, Hoa Kỳ. Năm 2010, dân số của xã này là 373 người.